# Elmar Thoma
Elmar Thoma (* 10. September 1926 in Baden-Baden; † 23. Juli 2002) war ein deutscher Mathematiker.

## Leben
Nach dem Abitur 1945 in Nürnberg studierte er von 1946 bis 1951 Regensburg und Erlangen (1951 Lehramtsprüfung, 1952 Promotion bei Otto Haupt). Nach der Habilitation 1957 in München war er von 1959 bis 1961 Gastprofessor an der University of Washington, 1964 bis 1970 ordentlicher Professor in Münster und von 1970 bis 1994 an der TU München. In den Jahren 1974 bis 1990 war er einer der Herausgeber der Mathematischen Annalen.
Der Thoma-Simplex trägt seinen Namen.

## Schriften (Auswahl)
- Zur Reduktionstheorie in allgemeinen Hilbert-Räumen. Würzburg 1957, OCLC 73955652.